# Tipulodina forficuloides
Tipulodina forficuloides är en tvåvingeart som först beskrevs av Alexander 1957.  Tipulodina forficuloides ingår i släktet Tipulodina och familjen storharkrankar. Inga underarter finns listade i Catalogue of Life.